# Джозеф Карвен
Джо́зеф Ка́рвен (англ. Joseph Curwen) — вымышленный персонаж в творчестве Говарда Лавкрафта и последователей «Мифов Ктулху». Антагонист романа Лавкрафта «Случай Чарльза Декстера Варда». Был воскрешен с помощью некромантии своим прапраправнуком Чарльзом Декстером Вардом, на которого он был очень похож внешне, и поэтому смог занять место своего потомка.

## В творчестве Лавкрафта
Джозеф Карвен — очень опытный некромант и алхимик. Предок Чарльза Декстера Варда (пра-пра-пра-прадед). Родился в Денверсе, штат Массачусетс, в семи милях от Салема 18 февраля, 1662 года. Происходил из семьи колдунов. Бежал во время Салемского безумия в Провиденс, спасаясь от преследований со стороны охотников на ведьм.
Карвен женился на Элайзе Тиллингаст (Elisa Tillinghast), чтобы оставить наследника, тело которого он мог бы использовать для реинкарнации. Позже у них родилась дочь Анна Тиллингаст. Карвен обладал характерной особенностью — он не старел со временем и в 100 лет выглядел на 30-35. При помощи алхимии замедлил своё старение. Карвен занимался воскрешением мёртвых, в том числе и великих мыслителей человечества, для того чтобы выведать у них колдовские знания. Ставил химические опыты на ферме в Потуксете, в секретных катакомбах. Оттуда часто слышались крики, стоны и разговоры на разные голоса. В обычной жизни был успешным торговцем и одним из главных экспортёров колонии. Не гнушался и контрабандой (впрочем, в те времена это не считалось зазорным) и работорговлей (использовал рабов как подопытный материал). В этом ему помогали двое некромантов и изгнанников Салема: Джедедайя Орн (Jedediah Orne) и Эдвард Хатчинсон (Edward Hutchinson). Характер его занятий внушали горожанам страх и ненависть. Карвен пытался завоевать положение в обществе, для чего жертвовал деньги на благотворительные цели. Карвен сумел воззвать к разным сущностям, в том числе, к Йог-Сототу, который наделил его особыми способностями. Карвен использовал в письмах псевдоним Альмонсин-Метратон.

Карвен умирает, по крайней мере, на время, в 1771 году в результате облавы на ферму в Потаксете группы жителей Провиденс (Эзра Видена, Авраама Уиппла, Джона и Моисея Брауна, Эсека Хопкинса, Джона Картера и других). Но благодаря колдовским способностям смог обрести новое воплощение в теле своего потомка, Чарльза Варда. Прячется под видом его коллеги, доктора Аллена (Dr. Allen). У него было бледное загадочное лицо и он пил кровь людей. Позже, из-за возникших разногласий с потомком, Карвен убил Чарльза и занял его место. Карвен обладал поразительным сходством с Чарльзом. Отличало его только крошечный шрам на гладком лбу над правым глазом. 
Карвен владел книгой «Liber-Damnatus» (лат. «Книга Проклятых») Ибн Шакабао, в которой описаны заклинания воскрешения мертвецов. Также он владел копией «Некрономикона» (замаскированной под книгу «Закон Ислама»), переведенной на греческий язык. Орн упоминает «Седьмое издание Некрономикона». Изучал фолианты и знания Древних о «Внешних сферах» в космосе. Изображал пентаграммы и магические формулы, используя различные варианты их произношения, подражая речи инопланетян. Задался целью открыть врата в наш мир для ужасных существ из «Иных миров», которые уничтожат человечество, -— от чего зависела судьба Солнечной системы, и всего мироздания. Знатокам магии известно о существах из «Иных сфер», но даже для них эти знания запретные. Орн упоминает легионы «Существ из Бездны», «Тех, кто обитает вне нашего мира» и «Тех, кто обитает в Иных сферах». В подземелье Карвена на фресках изображены нежить разных форм и неведомые чудовища.
Лавкрафт, в присущей ему манере, передает психологическое состояние человека, восставшего из мертвых, чей возраст достигает двух веков. Карвен вновь изучает изменившийся мир, а его анамнез подкрепляется медицинскими терминами, — подобный приему в рассказе «Герберт Уэст — реаниматор». У Карвена полное отсутствовали мало-мальские знания о устройстве современного мира. Карвен появляется после того как исчезает Чарльз. В качестве его оппонента выступает Мариус Виллетт, который смог разгадать его тайну и использовал его заклинания против него самого..
Характер Карвена противоречив, в нём сочетаются различные черты. С одной стороны, это острый ум и образованность (о чём свидетельствует собрание книг в его библиотеке), хитрость и осторожность, позволяющие ему скрывать свои занятия от горожан, пренебрежение вопросами морали и нравственности. С другой стороны — стремление завоевать место в обществе, желание завести семью и продолжить свой род (однако лишь с той целью, чтобы в случае смерти быть воскрешённым своим потомком в будущем).

## Вдохновение
По мнению С. Т. Джоши, Джозеф Карвен — один из наиболее интересных персонажей, созданных Лавкрафтом. Он словно бы воплощает прошлое, которым Чарльз Декстер Вард становится одержим не только в переносном, но и в буквальном смысле.
В романе Чарльза Брауна «Виланд, или Преображение» (1798) пенсильванский немец Карвин, охваченный религиозным фанатизмом, слышит «голоса» и приносит в жертву Богу свою жену, и детей. Его сестра Клара слышит потусторонние голоса. Негодяй-чревовещатель Карвин — типичный злодей типа Манфреда или Монтони.

## В кинематографе
- Заколдованный замок (1963) — Винсент Прайс
- Воскресший (1992) — Крис Сарандон